# 朱表梈
河中康简王朱表梈（1478年—1533年），或误作朱表椁，明朝河中悼怀王朱奇溶嫡长子，明朝第二代河中王。

## 生平
成化十八年（1482年）五月賜名。
成化二十年（1484年）正月，朱奇溶去世。
弘治二年（1489年）九月，明孝宗御奉天殿傳詔遣武安侯鄭英、懷寧侯孫泰、陽武侯薛倫、定西侯蔣驥、清平伯吳琮、東寧伯焦俊、興安伯徐盛、建平伯高進、彭城伯張信、修武伯沈坊為正使，尚寶司司丞楊泰、禮科左給事中韓鼎、戶科給事中祝俓、吏科給事中林廷玉、兵科給事中劉孟、刑科左給事中趙竑、工科給事中柴昇、中書舍人傅潮、吏部郎中周木、戶部員外郎耿文睿為副使，持節冊封朱表梈為河中王。
弘治八年（1495年）十一月，孝宗御奉天殿，遣泰寧侯陳璇、永順伯薛勛、惠安伯張偉、彭城伯張信、廣寧伯劉佶、建平伯高霳、豐潤伯曹愷、崇信伯費淮為正使，翰林院侍講劉忠、尚寶司司丞李㺹、禮科給事中韓智、兵科給事中蔚春、刑科給事中任良弼、中書舍人司馬公𩉼、戶部郎中陳周、刑部員外郎周瑾為副使，持節冊封西城兵馬副指揮張俊的女兒為河中王妃。
晉王朱知烊性至孝，事嫡母郝妃及生母彭氏甚謹，母妃去世，他號慟幾絕，執喪盡禮，寢宮出現素芝，白鶴盤旋，祭所的人以為孝感動天。朱表梈等及山西撫按上奏其事。嘉靖十年（1531年）十月，明世宗嘉晉王孝行，命遣官賜敕書獎諭。
嘉靖十二年（1533年），朱表梈去世。
嘉靖十四年（1535年）十二月，世宗遣隆平侯張偉等為正使，翰林院檢討李本等為副使，持節冊封朱表梈的庶次子镇国将军朱知炬袭封為河中王。

## 评价
- 《弇山堂别集》卷073：温良好樂，平易不訾。